# Angela Schneider (Kunsthistorikerin)
Angela Schneider (* 1943 in Lütjenburg, Schleswig-Holstein) ist eine deutsche Kunsthistorikerin und Kuratorin. Von 1999 bis 2008 war sie stellvertretende Direktorin der Berliner Nationalgalerie und Leiterin der Neuen Nationalgalerie.

## Leben
Schneider studierte von 1962 bis 1971 in Hamburg und später Kunstgeschichte, Archäologie und Mittlere Geschichte in München. Sie wurde 1971 mit einer Dissertation über Josef Hauber promoviert und arbeitete danach an der Ausstellung „Weltkulturen und Moderne Kunst“ im Rahmen des Kulturprogramms der Olympischen Spiele in München mit.
Nach einem Volontariat bei den Staatlichen Museen zu Berlin arbeitete sie seit 1974 als Kuratorin der Berliner Nationalgalerie. Von 1999 bis 2008 war sie stellvertretende Direktorin der Nationalgalerie und Leiterin der Neuen Nationalgalerie.
Sie kuratierte und organisierte Ausstellungen in der Neuen Nationalgalerie u. a. zu Pablo Picasso, Anselm Kiefer, Francis Bacon, Jenny Holzer, Jannis Kounellis und Hiroshi Sugimoto sowie internationale Kooperationen wie „Das MoMA in Berlin: Meisterwerke aus dem Museum of Modern Art, New York“ (2004) oder „Berlin-Tokyo/Tokyo-Berlin. Die Kunst zweier Städte“ (2006).

## Veröffentlichungen
- 1974: Josef Hauber (1766–1834): Sein Leben und sein Werk, München: Wölfle.
- 1989: Willi Baumeister, Ausstellungskatalog, Staatliche Museen Preussischer Kulturbesitz, Nationalgalerie Berlin, Stuttgart-Bad Cannstat: Cantz.
- 1991: Anselm Kiefer, Ausstellungskatalog, Nationalgalerie Berlin, Berlin : Staatliche Museen Preußischer Kulturbesitz.
- 1992: Die Schenkung Otto van de Loo, Nationalgalerie, Staatl. Museen zu Berlin, Berlin: Staatliche Museen.
- 1993: Wege der Moderne: Die Sammlung Beyeler, Ausstellungskatalog, Nationalgalerie, Berlin: Ars Nicolai.
- 2004: Das MoMA in Berlin: Meisterwerke aus dem Museum of Modern Art, New York, Ausstellungskatalog, Neue Nationalgalerie, Ostfildern-Ruit: Hatje Cantz.
- 2006: Berlin–Tokyo, Tokyo–Berlin: Die Kunst zweier Städte, Ausstellungskatalog, Neue Nationalgalerie, Berlin, Mori Art Museum Tokyo, Ostfildern: Hatje Cantz.
- 2007: Jannis Kounellis in der Neuen Nationalgalerie, Ausstellungskatalog, Neue Nationalgalerie, Berlin.
- 2007: Französische Meisterwerke des 19. Jahrhunderts, aus dem Metropolitan Museum of Art, New York, Ausstellungskatalog, Neue Nationalgalerie, Berlin, Berlin: Nicolai.
- 2008: Alberto Giacometti: Skulpturen – Gemälde – Zeichnungen, München, Berlin [u. a.] : Prestel.
- 2017: Hilti Art Foundation: Kirchner, Léger, Scully & mehr : Werke aus der Sammlung, Ausstellungskatalog, Hilti Art Foundation, Vaduz, Zürich: Midas Collection.